# ادنا (اوهایو)
ادنا، اوهایو (به انگلیسی: Adena, Ohio) در ایالات متحده آمریکا است که در اوهایو واقع شده‌است.

## خصوصیات
ادنا ۱٫۴۰ کیلومترمربع مساحت و ۷۵۹ نفر جمعیت دارد و ۲۶۳ متر بالاتر از سطح دریا واقع شده‌است.